# Autopista Terminal Terrestre - Pascuales
La Autopista Terminal Terrestre Pascuales, conocida también como Avenida Narcisa de Jesús, es una ruta de 10.5 kilómetros de longitud que conecta a la parroquia Pascuales con la terminal terrestre ‘Jaime Roldós Aguilera’. En las horas picos, por sus carriles de servicios circulan aproximadamente 1 500 carros y por sus carriles de velocidad 3 500 carros.

## Historia
Su construcción comenzó en 2003 y fue inaugurada el 20 de julio del 2006 como parte de las obras municipales por las fiestas de fundación de Guayaquil. Con un costo de 35 millones de dólares, fue financiada con fondos de la Corporación Andina de Fomento (CAF), Gobierno y Municipio.
La autopista posee 10 carriles, 6 de circulación rápida y 4 carriles laterales, que son de doble sentido.
Exactamente nueve años después se inauguró un puente que conecta a la urbe con la Puntilla de Samborondón. Y en octubre de 2020 se construyó un puente que conecta a Daule.
La autopista Narcisa de Jesús se posicionó como un polo de desarrollo urbanístico, se incrementó la oferta habitacional, durante los primeros años de construida la autopista se asentaron las primeras urbanizaciones: Ciudad del Río y Metrópolis I. Con el pasar de los años llegaron Metrópolis II, Veranda y Ciudad del Río II.
A estas se suman otras que están en proyecto y las que se edifican y entregan por etapas como Mucho Lote 2, La Romareda, La Perla, Arcos del Río, Jardines del Río, Veranda, Alameda del Río y Guayaquil.

## Límites de velocidad
Los límites máximos de circulación permitidos son de 90 km por hora, en la ruta de  velocidad y 50 km por hora en el carril de servicio.

## Recorrido
A lo largo de la autopista existen 4 paso peatonales elevados, ubicados en Metrópolis, Mucho lote 2, Vergeles y Limonales. Los buses de trasporte urbano que recorren la autopista son las líneas 14, 16, 70, 73, 82, 118, 154, el recorrido se realiza en 20 minutos aproximadamente.